# Корозіометрія
Корозіометрі́я — для оцінки швидкості корозії використовуються кількісні характеристики . Для кількісної оцінки можна використовувати:
- час, що минув до появи першого осередку корозії;
- число осередків корозії, що утворилися за певний проміжок часу;
- зменшення товщини матеріалу в одиницю часу;
- зміна маси металу, віднесена до одиниці поверхні за одиницю часу;
- об'єм газу, що виділився (або поглинувся) в ході корозії віднесений до одиниці поверхні за одиницю часу;
- густина електричного струму, що відповідає інтенсивності даного корозійного процесу;
- зміна якоїсь властивості за певний час корозії .Методи визначення корозійної стійкості суттєво залежать від виду корозії.